# Microcyclops variabilis
Microcyclops variabilis – gatunek widłonoga z rodziny Cyclopidae. Nazwa naukowa tego gatunku skorupiaków została opublikowana w 1986 roku przez zoologów B. H. Dussarta i A. S. Sarnitę.